# Conselho da Revolução (Argélia)
O Conselho da Revolução (em francês:  Conseil de la Révolution) foi um órgão político argelino criado em 19 de junho de 1965 por Houari Boumediene, que tornou-se presidente da República em 11 de dezembro de 1976.
Foi uma nova manifestação do lugar preponderante do Exército Nacional Popular (Armée nationale populaire, ANP) na vida política argelina desde a independência. Tendo investido todas as fontes hegemônicas à frente do Estado, o exército se esforçou para apagar todas as outras legitimidades, incluindo a legitimidade revolucionária, para impor a sua própria. Assim, os órgãos dirigentes do Estado foram substituídos pelo Conselho da Revolução, depositário da autoridade soberana até à aprovação de uma Constituição. Esse conselho era composto inicialmente por 26 membros, quase todos oficiais do Exército Nacional Popular ligados ao clã Oujda. O Conselho da Revolução possuía autoridade e controle sobre o governo.
O Conselho Revolucionário foi dissolvido em janeiro de 1979 e era então composto por oito membros.

## Conselho da Revolução
- Presidente do Conselho da Revolução: Houari Boumediene;
- Membros do Conselho Revolucionário:

| Abid Saïd             | Belhouchet Abdallah  | Benahmed Mohamed       |
| Bencherif Ahmed       | Chadli Bendjedid     | Benhaddou Bouhadjar    |
| Bensalem Abderrahmane | Salah Boubnider      | Ahmed Boudjenane       |
| Bachir Boumaza        | Abdelaziz Bouteflika | Chérif Belkacem        |
| Draia Ahmed           | Ahmed Kaïd           | Youcef Khatib          |
| Ahmed Mahsas          | Ahmed Medeghri       | Ali Mendjeli           |
| Saïd Mohammedi        | Mohand Oulhadj       | Moulay Abdelkader      |
| Soufi Salah           | Mohamed Tayebi Larbi | Yahiaoui Mohamed Salah |
| Tahar Zbiri           |                      |                        |